# Belski Vrh
Belski Vrh este o localitate din comuna Zavrč, Slovenia, cu o populație de 63 de locuitori.